# Comuna Zharok, Derajnea
Zharok (în ucraineană Згарок) este o comună în raionul Derajnea, regiunea Hmelnîțkîi, Ucraina, formată din satele Novîi Maidan, Novostroiivka, Podoleanske, Starîi Maidan și Zharok (reședința).

## Demografie
Componența lingvistică a comunei Zharok
     Ucraineană (97,37%)
     Rusă (1,39%)
     Română (1,25%)
Conform recensământului din 2001, majoritatea populației comunei Zharok era vorbitoare de ucraineană (97,37%), existând în minoritate și vorbitori de rusă (1,39%) și română (1,25%).